# 本和里
本和里，為高雄市三民區屬下的行政區劃，現任里長為陳文旗，服務處位在高雄市三民區鼎吉街172號。本里現有26鄰，約3,200餘戶，人口約7,900人。

## 沿革
- 日治時期：為高雄州鳳山郡鳥松庄管轄，地名「寶溝本館」。
- 民國34年：重劃隸屬高雄市三民區，整編為「本館里」。
- 民國70年4月1日：整編劃分里，再分為「本館里、本文里、本武里」三里(本館里仍保有舊名)。
- 民國79年：本館里再以大裕路為分界線，劃分為「本和里」及「本館里」二里，因此有了『本和里』之誕生。

## 面積與人口
- 轄區範圍總面積：0.3847 平方公里
- 總戶數：3,156戶 (2017年6月份戶政事務所資料)
- 人口數：8,141 人
- 男(Male)：3,936 人
- 女(Female)：4,205 人
- 鄰數：26 鄰

## 範圍
- 東至：大裕路，( 接鄰 本館里 )
- 西至：鼎吉街，( 接鄰 灣成里 )
- 南至：大昌一路，( 接鄰 本文里 )
- 北至：明誠一路，( 接鄰 鼎西里 )

## 里內設施

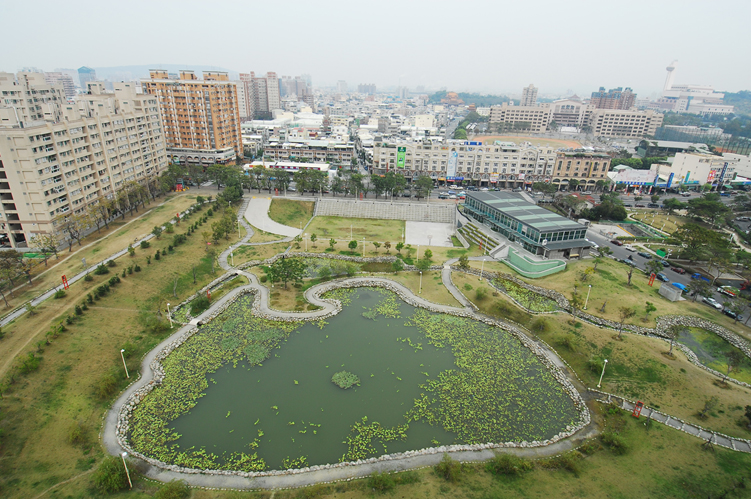
本和里滯洪池

- 文化教育：高雄市三民區莊敬國民小學、本和里活動中心
- 綠帶公園：本和公園、莊敬公園、迷宮公園、A7公園
- 水利設施：本和里滯洪池（台灣首座都市型防洪滯洪池，滯洪量約11萬噸）
- 宗教信仰：本館龍池宮(天上聖母)
- 停車場：本和公有停車場、本和公有第二停車場(2016年五月完工)

## 周邊生活機能
- 文化教育：莊敬國小、鼎金國小、鼎金國中、三民高中、立志中學、高雄市立高雄高工、國立高雄應用科技大學、育英護理管理專科學校
- 傳統市場：建工市場、金獅湖市場、新生市場、天天新黃昏市場、大順黃昏市場
- 生鮮超市：億客堂、億客來、愛國新生店、全聯明誠店、家樂福鼎山店、家樂福便利購
- 購物中心：大樂民族店
- 醫療院所：義大醫院大昌分院
- 游泳池：中區資源回收廠回饋游泳池
- 宗教廟宇：本館龍池宮、德基宮、刑天府、灣仔內朝天宮、高雄聖何宮、金獅湖保安宮、道德院、三民福安宮

## 歷任里長

### 1990年(民國79年)自本館里劃分後
| 屆次 | 任職期間(年/月) | 姓名   | 黨籍       | 備註             | 附註(一)                       | 附註(二)           |
| 1    | 1990/07~1994/06 | 陳和男 | 中國國民黨 |                  |                                | 合併前高雄市第三屆 |
| 2    | 1994/07~1998/06 | 陳和男 | 中國國民黨 |                  |                                | 合併前高雄市第四屆 |
| 3    | 1998/07~2002/06 | 林紀美 | 民主進步黨 |                  |                                | 合併前高雄市第五屆 |
| 4    | 2002/07~2006/06 | 林紀美 | 民主進步黨 |                  |                                | 合併前高雄市第六屆 |
| 5    | 2006/07~2010/12 | 林紀美 | 民主進步黨 | 遭市黨部開除黨籍 | 因應縣市合併，整併新制延任半年 | 合併前高雄市第七屆 |
| 6    | 2011/01~2014/12 | 陳相如 | 無黨籍     |                  |                                | 大高雄合併後第一屆 |
| 7    | 2015/01~2018/12 | 莊家銘 | 民主進步黨 |                  |                                | 大高雄合併後第二屆 |
| 8    | 2018/12~        | 陳文旗 | 無黨籍     |                  |                                | 大高雄合併後第三屆 |

## 選舉資訊 (大高雄合併後資料)

### 2010年(民國99年)本和里選舉
大高雄合併後第一屆
| 號次 | 候選人 | 政黨   | 得票數 | 得票率 | 當選 |
| ---- | ------ | ------ | ------ | ------ | ---- |
| 1    | 林紀美 | 無黨籍 | 1,824  | 42.15% |      |
| 2    | 陳相如 | 無黨籍 | 2,503  | 57.84% |      |

### 2014年(民國103年)本和里選舉
大高雄合併後第二屆
| 號次 | 候選人 | 政黨       | 得票數 | 得票率 | 當選 |
| ---- | ------ | ---------- | ------ | ------ | ---- |
| 1    | 莊家銘 | 民主進步黨 | 2,055  | 46.78% |      |
| 2    | 林紀美 | 無黨籍     | 1,038  | 23.63% |      |
| 3    | 陳相如 | 無黨籍     | 1,299  | 29.57% |      |

## 警消轄區

### 高雄市政府警察局三民第二分局鼎山派出所
- 電話：07-3907880
- 地址：807高雄市三民區鼎山街260號

### 高雄市政府消防局第二大隊第一中隊鼎金分隊
- 電話：07-3106120
- 地址：807高雄市三民區天祥一路97號